# Liste der Monuments historiques in Boureuilles
Die Liste der Monuments historiques in Boureuilles führt die Monuments historiques in der französischen Gemeinde Boureuilles auf.

## Liste der Immobilien
| Bezeichnung   | Beschreibung                                                                             | Standort                  | Kennzeichnung | Schutzstatus | Datum | Bild |
| ------------- | ---------------------------------------------------------------------------------------- | ------------------------- | ------------- | ------------ | ----- | ---- |
| Kaiser-Tunnel | unterirdische Befestigungsanlage, 1915/16 angelegt; auch auf der Gemarkung von Lachalade | westlich des Ortes (Lage) | PA55000018    | Inscrit      | 1998  |      |